# Tonico (futebolista)
Antonio Motta Espezim, conhecido por Tonico (Florianópolis, 13 de fevereiro de 1914 — Curitiba, 7 de dezembro de 2010) foi um futebolista brasileiro que atuou como meio-campista.

## Carreira
Nasceu em Florianópolis, filho de Tito Livio Motta Espezim e de Syrmna de Araújo Figueiredo, neto do escritor e poetista da Acadêmica Catarinense de Letras, Juvêncio de Araújo Figueiredo. Quando criança mudou-se para Mafra e iniciou sua carreira no final dos anos 1930 pelo pequeno Pery Ferroviário de Santa Catarina, onde seu cunhado Carlos Lopes era técnico do time, ajudando a pequena equipe a atingir o vice-campeonato estadual em 1939. Atuando como meia, jogou pelo Coritiba F.C. por 12 anos, de 1940 a 1951. Sua primeira partida pelo clube paranaense ocorreu em 27 de abril de 1940 entre Palestra Itália e Coritiba, na inauguração do Estádio do Pacaembu, enquanto a última partida pelo alve-verde foi em dia 3 de junho de 1951 diante do Esporte Clube Água Verde.
Duas vezes bicampeão paranaense pelo Coritiba (1941-1942 e 1946-1947), Tonico jogava como half-back, compondo a linha defensiva pela direita, como se fosse um zagueiro. Quando necessário, porem, também atuava no ataque com levantamentos precisos na área adversária, voltando rapidamente para a defesa. Ele conquistou seu quinto campeonato estadual com o Coritiba em 1951, ano em que terminou a carreira de jogador.
O ex-jogador foi destaque nos Campeonatos Paranaense de 1940 a 1947 e convocado pela Selação Brasileira de Futebol para disputar o Sul Americano de 1942, mas não pode atuar por conta de uma luxação no tornozelo. Mesmo com muitas propostas de outros times, Tonico nunca trocou a camisa verde e branca.
Uma das suas características era a lealdade e em 1948 recebeu o Prêmio Belfort Duarte, sendo o primeiro jogador brasileiro a receber esta homenagem.

O jogador faleceu em 07 de Dezembro de 2010 na cidade de Curitiba

## Títulos
Coritiba
- Campeonato Paranaense: 1941, 1942, 1946, 1947 e 1951

### Prêmios individuais
- Prêmio Belfort Duarte: 1948